# Interpedia
Interpedia is de naam die in 1993 werd gegeven aan een van de eerste voorstellen van een internetencyclopedie waartoe iedereen kon bijdragen door artikelen te schrijven en deze in te dienen bij de centrale catalogus van alle Interpedia-pagina's.

## Geschiedenis
Interpedia werd voorgesteld door Rick Gates in een bericht van 22 oktober 1993, geplaatst op de usenet-groep alt.internet.services:
”The more I thought about this, the more I realized that such a resource, containing general, encyclopedic knowledge for the layman, would be an important tool for some types of research, and for the Net.Citizenry in general.”
”Ahh... but what about contributors... where will you find authors to write the short articles you need? Well, I'd first have to start out by finding some way of communicating with an extremely diverse set of people... everyone from linguists, to molecular biologists, from animal rights activists to zymurgists, and from geographers to gas chromotographers (sic). Guess what? :-) The Net provides just such an arena! So I thought about it some more...”
”... and came to the conclusion that this is a good idea!”
Vertaling: 
”Hoe meer ik erover nadacht, hoe meer ik besefte dat zo'n hulpmiddel, met algemene encyclopedische kennis voor de leek, een belangrijk instrument zou zijn voor sommige soorten onderzoek, en voor de Net.citizenry in het algemeen.” 
”Ahh... maar wie gaat daartoe bijdragen... waar vinden we auteurs om de korte artikelen te schrijven die nodig zijn? Nou, ik zou moeten beginnen met het uitdragen van de boodschap naar een zeer diverse groep mensen... iedereen, van linguïsten tot moleculaire biologen, van dierenrechtenactivisten tot zymurgisten, en van geografen tot gaschromatografen. Wat denk je? :-) het Net biedt precies zo'n arena! En dus ben ik er verder over gaan nadenken…”
”... en kwam tot de conclusie: dit is een goed idee!”
De term Interpedia zou afkomstig zijn van R. L. Samuell, een van de deelnemers aan deze allereerste discussies over dit onderwerp. 
De discussie vond aanvankelijk plaats op een zeer populaire mailinglijst. Vanaf november 1993 werd de usenet groep comp.infosystems.interpedia opgericht.
Er ontstond enige discussie over de vraag of alle pagina's moesten geschreven worden in HTML of platte tekst, dan wel of alle formaten moesten worden toegestaan (bijvoorbeeld, zoals bij Gopher). Een ander punt van discussie was of externe internetbronnen die niet specifiek voor de Interpedia waren geschreven er deel van konden uitmaken door ze simpelweg in de catalogus op te nemen.
Bovendien werden verschillende onafhankelijke "Seal-of-approval" (SOAP)-agentschappen overwogen die Interpedia-artikelen zouden beoordelen op basis van criteria naar eigen keuze; gebruikers konden vervolgens beslissen welke aanbevelingen van de agentschappen moesten worden opgevolgd.
Het project werd ongeveer een half jaar lang actief besproken, maar uiteindelijk is het bij plannen gebleven, misschien gedeeltelijk als gevolg van de ongekende groei van het wereldwijd web.